# Joe's Domage
Joe's Domage je posmrté hudební album experimentátora Franka Zappy, vydané 1. října 2004. je druhým ze série archiváře Joe Traverse, který začal s Joe's Corsage (2004).

## Seznam skladeb
Všechny skladby napsal Frank Zappa.
1. "When It's Perfect..." – 3:18
2. "The New Brown Clouds" – 2:44
3. "Frog Song" – 17:23
4. "It Just Might Be a One Shot Deal" – 1:57
5. "The Ending Line..." – 3:12
6. "Blessed Relief/The New Brown Clouds" – 5:03
7. "It Ain't Real So What's the Deal" – 13:14
8. "Think It Over (some)/Think It Over (some more)" – 5:20
9. "Another Whole Melodic Section" – 1:53
10. "When It Feels Natural..." – 1:27

## Sestava
- Frank Zappa – Kytara, zpěv
- Tony Duran – guitar, vocals
- Ian Underwood – varhany
- Sal Marquez – trubka
- Malcolm McNab – trubka
- Ken Shroyer – pozoun
- Tony Ortega – bariton saxofon
- Alex Dmochowski – basová kytara, zpěv
- Aynsley Dunbar – bicí